# Sandebogöl
Sandebogöl är en sjö i Vetlanda kommun i Småland och ingår i Mörrumsåns huvudavrinningsområde. Sjön är 5,4 meter djup, har en yta på 0,023 kvadratkilometer och befinner sig 266 meter över havet.